# Louis Couperus

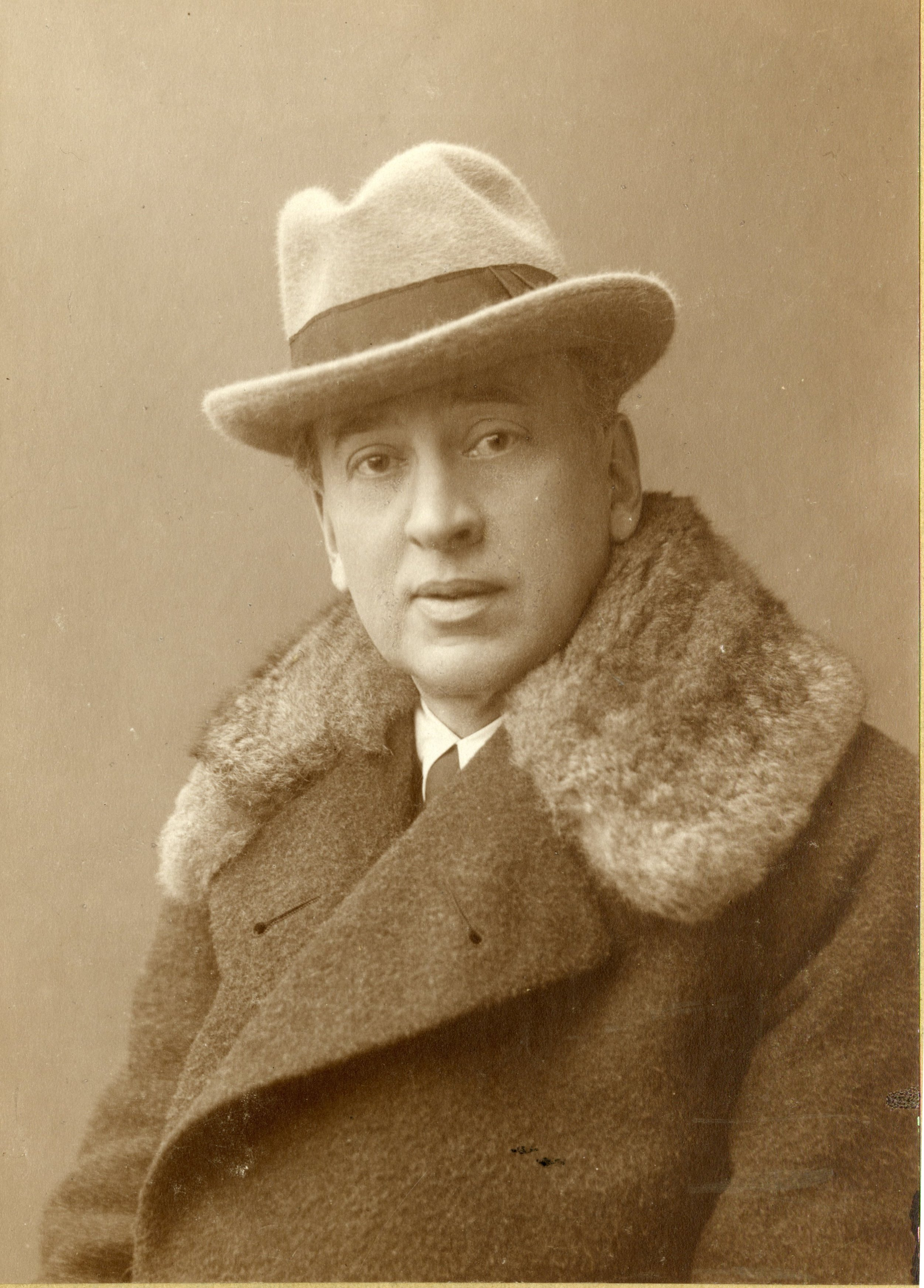
Louis Couperus (1917)

Louis Marie Anne Couperus (* 10. Juni 1863 in Den Haag; † 16. Juli 1923 in De Steeg) war ein niederländischer Autor.

## Leben

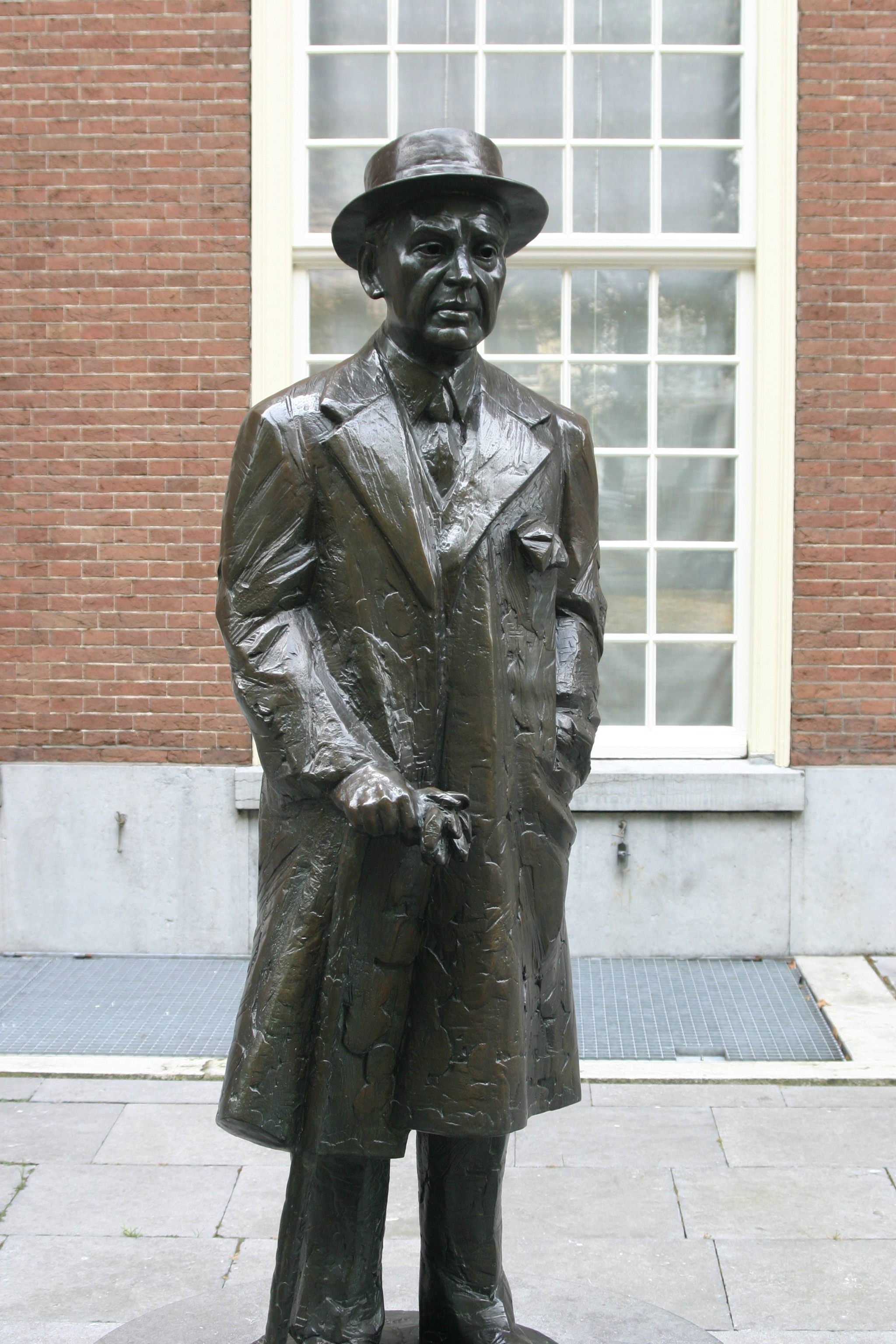
Statue von Louis Couperus

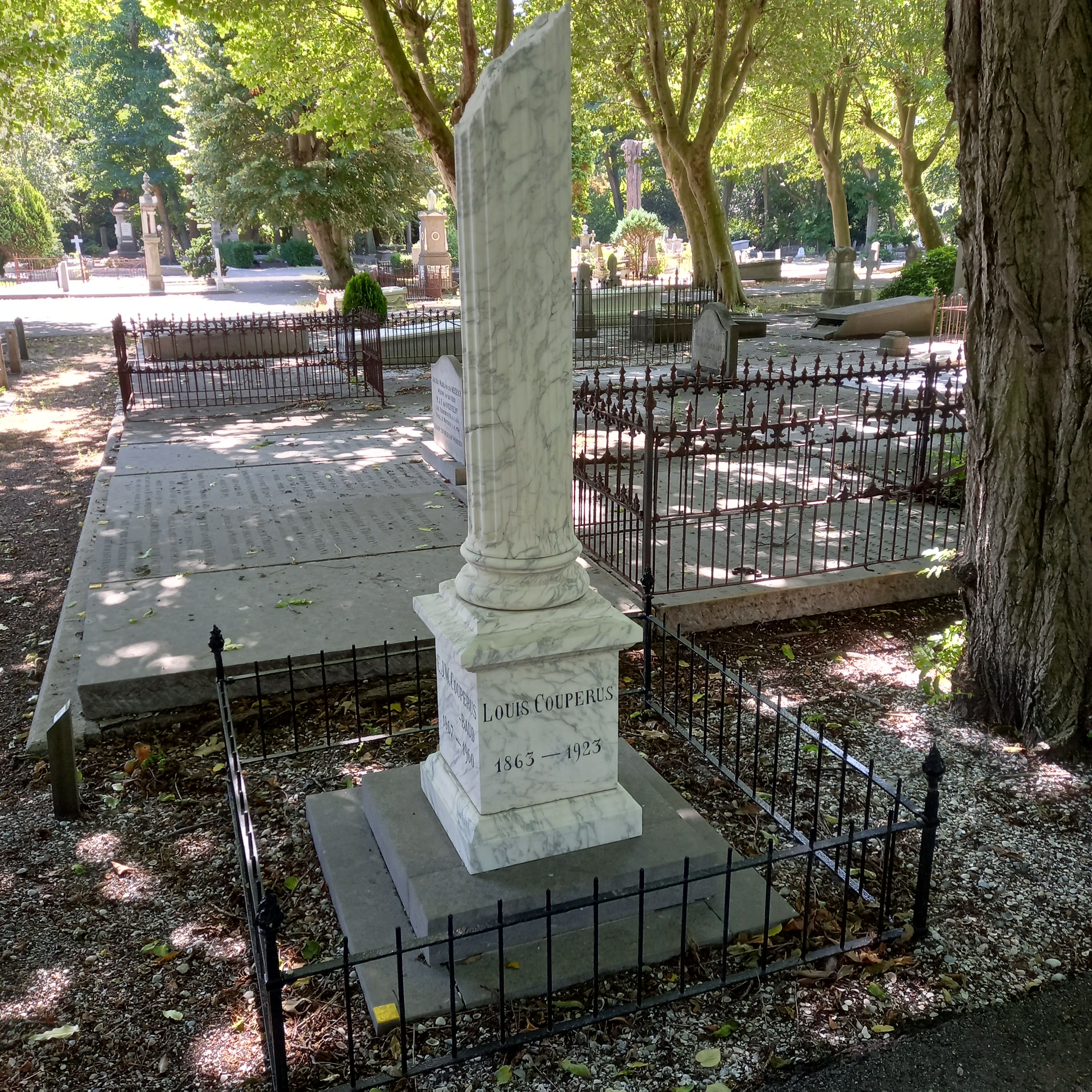
Das Grab von Louis Couperus auf dem Friedhof Oud Eik en Duinen in Den Haag

Er war das jüngste von elf Kindern von Jonkvrouwe Catharina Geertruida Reynst und Dr. John Ricus Couperus, pensionierter Gerichtsrat an den beiden Hohen Gerichtshöfen im damaligen Niederländisch-Indien (Indonesien).
Louis Couperus verbrachte den Großteil seines Lebens im Ausland, als Schulkind in Batavia, als Erwachsener auf seinen ausgedehnten Reisen in Skandinavien, England, Deutschland, Frankreich, Spanien, Niederländisch-Indien, Japan und vor allem in dem von ihm so geliebten Italien, das ihn überaus faszinierte. Am 9. September 1891 heiratete er Elisabeth Wilhelmina Johanna Baud.
Den Ausbruch des Ersten Weltkrieges feierte er als Erlösung aus Erstarrtheit. Infolge des Krieges kehrte er 1915 nach Den Haag zurück. Zu seinem 60. Geburtstag im Jahr 1923 schenkten ihm Freunde die Kaufsumme für ein Haus in De Steeg in Geldern. Er starb dort am 16. Juli 1923, wenige Wochen nach dem Einzug, vermutlich an einer Lungenfellentzündung und einer Blutvergiftung.
Sein Grab befindet sich auf dem niederländischen Friedhof Oud Eik en Duinen in Den Haag.

## Werke
Die stattliche Reihe der historischen und psychologischen Romane, Erzählungen, Reiseberichte, Essays, Feuilletons und Gedichte, die Couperus hinterließ, zeugen von einer erstaunlichen Vielfalt und nicht zuletzt von einem außergewöhnlich arbeitsamen Schriftsteller.
Für sein literarisches Werk erhielt er 1897 den Offiziersorden von Oranien-Nassau und 1923, an seinem 60. Geburtstag, den Orden des Niederländischen Löwen.
Ein großer Teil seiner Romane und Novellen spielt in den Kreisen des Haager Großbürgertum, dem Umfeld also, in dem Couperus aufwuchs. Andere Werke beschäftigen sich mit dem Orient, insbesondere (aber nicht ausschließlich) mit Niederländisch-Indien. Sein Werk wird oft der Stilgattung des Impressionismus zugerechnet.

„Zu den Romanen von Couperus, die alle in den Zeiten des niedergehenden Rom spielen, kommt dieser neue. Gleich seinen Vorgängern ist er ein buntes, schönes Bilderbuch, überreich an zarten und üppigen Bildern, für müßige Tage eine holde, oft entzückende Lektüre. Die Vorgänge bleiben Nebensache, die Bühne selbst ist das Fesselnde. So wird einem das schöne Buch beim Lesen zum Teppich, dessen Blumen nimmer Blumen, dessen Figuren nimmer Figuren sind, dessen reiche Schönheit nur noch den scheinbar bescheidenen aber unendlich anregenden und beglückenden Sinn der Arabeske hat.“

Neben zahllosen kürzeren Werken waren die bedeutendsten Romane, die schon zu Lebzeiten des Autors in verschiedene Sprachen übersetzt wurden:
- Eline Vere (1889)
  - deutsch: um ca. die Hälfte gekürzte Fassung (einzelne Wörter, Sätze, Absätze oder ganze Kapitel wurden gestrichen) als Fortsetzungsroman (ohne Übersetzerangabe) in: Magdeburgische Zeitung, 1893
- Noodlot (1891)
  - dt.: Schicksal. Roman. Übersetzt von Paul Raché[3]. Deutsche Verlags-Anstalt, Stuttgart etc. 1892[4] , überarbeitete und ergänzte Veröffentlichung: ISBN 978-3-753-42735-5, Norderstedt : BoD – Books on Demand, 2023
- Psyche (1898/deutsch: 1924)
- Die stille Kraft (1900)
- Die langsamen Linien der Allmählichkeit (1900)
- Babel (1901/deutsch: 1911)
- Jahve (1902)
- Die Bücher der kleinen Seelen (1901/1903, nicht übersetzt)
- Dionysos (1905/deutsch: 1920)
- De berg van licht (1905/06)
  - deutsch: Heliogabal (1916)
- Von alten Menschen, den Dingen, die vorübergehen (1906)
- Aphrodite in Aegypten (1911/deutsch: 1920)
- Der Unglückliche (1915/deutsch: 1921)
- Die Komödianten (1917/deutsch: 1919)
- Das schwebende Schachbrett (1917/deutsch: 1921)
- Xerxes oder Der Hochmut (1919/deutsch: 1919)
- Nippon (1925/deutsch: Japanische Streifzüge: 1929)
- Iskander (1920/deutsch: 1926)